# Madona

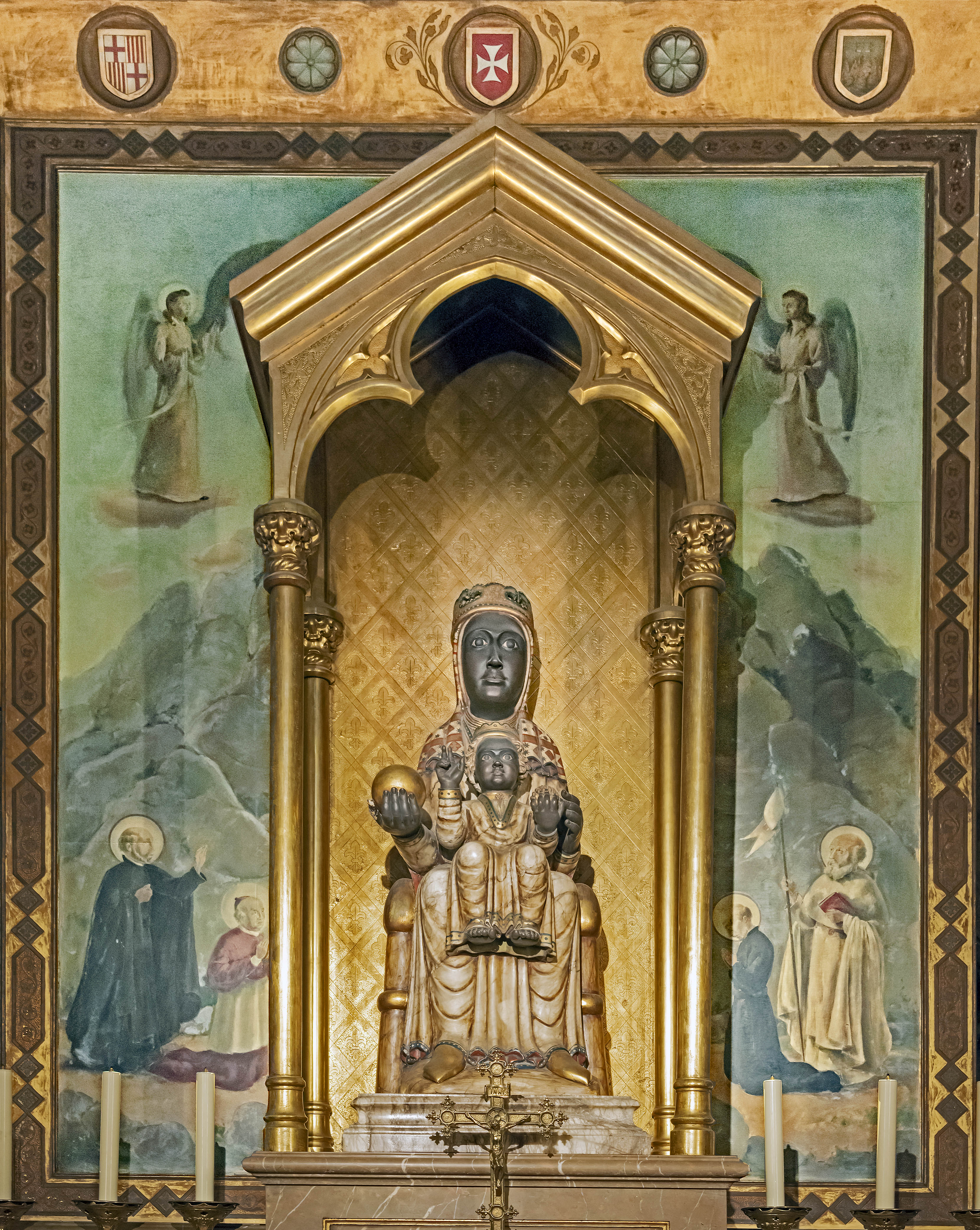
Černá madona montserratská v Barceloně

Madona je původně označení pro Pannu Marii obecně (italsky Madonna má paní; srov. francouzsky Notre Dame a anglicky Our Lady naše paní a německy Unsere Liebe Frau, česky také někdy jako naše milá paní), v umění pak pro sochu nebo obraz zobrazující Pannu Marii, v užším slova smyslu pouze Pannu Marii s Ježíškem. Je jedním z nejčastějších vyobrazení křesťanského výtvarného umění, zvláště katolického (sochy, obrazy, iluminace rukopisů) a pravoslavného (pouze obrazy - ikony).

## Termíny a pravopis
V katolickém prostředí v češtině převládá termín Panna Maria, v méně užívané počeštěné verzi či v textech ovlivněných necírkevním prostředím s koncovkou Marie, v označení uměleckých děl a v teorii umění se užívá počeštěný italský výraz Madona. Pro označení Panny Marie jako osoby se slovo Madona používá s velkým počátečním písmenem, v obecném označení výtvarného ztvárnění madona s malým počátečním písmenem.
V řeckokatolickém a pravoslavném prostředí se zásadně užívají termíny Bohorodička nebo Matka Boží (z řeckého Theotókos, rusky Bogomátěr).
Na rozdíl od některých germánských (angličtina, němčina), románských (italština, francouzština) a i některých slovanských (polština) jazyků, které zachovávají původní italský pravopis se dvěma n (Madonna) se v češtině píše madona ve významu "výtvarné znázornění Matky Boží" s jedním n (na rozdíl od zpěvačky Madonny).

## Typy zobrazení
Zobrazení Panny Marie se dělí trojím způsobem:
1) Odborná umělecko-historická literatura je dělí podle postoje či pozice Mariina, eventuálně Kristova těla a jejich vzájemného vztahu. Nazývají se řeckou terminologií (např. Hodegetría, Galaktotrofusa, Galaktofylussa...).
2) Historická a hagiografická literatura je dělí nejčastěji podle místa původu uctívaných madon.
3) Obecně vžité je rovněž rozdělení podle epizod z Mariina života, prožívání či vlastnosti
- Narození a dětství Kristovo
  - Immaculata (latinsky Neposkvrněná) – podle tridentského dogmatu: vznáší se, s dvanácti hvězdami kolem hlavy, šlape na hada/draka obtáčejícího zemskou sféru, který symbolizuje ďábla, nad nímž Maria vítězí – odkaz na Zjevení sv. Jana, 12. kap.)
  - Maria Loretánská – na střeše svého domku z Nazareta, přenášeného anděly do Loreta
  - Mater amabilis – Matka milující, s tváří u tváře Ježíškovy
  - Maria lactans, Virgo lactans – Maria kojící (francouzská, italská, v Česku vzácněji: konopišťská, provodovská nebo višňovská)
  - Infantia Christi – Kristovo dětství, Panna Maria učí Ježíška chodit

- Smrt Krista a Nanebevzetí
  - Pieta – s tělem Krista po jeho snětí z kříže
  - Panna Maria Bolestná – zobrazena plačící, s jedním mečem v srdci, truchlí pod křížem
  - Panna Maria Sedmibolestná – zobrazena se sedmi meči v srdci, upomíná na jejích sedm ran
  - Assumpta (latinsky Nanebevzatá) – zobrazena stojící na půlměsíci (často v období gotiky) nebo na oblaku nadnášená či nesená anděly během svého Nanebevzetí

- Ostatní
  - Regina Coeli – Královna nebes – sedící na trůnu, s korunou na hlavě a se žezlem v ruce
  - Mater Sapientiae – Matka Moudrosti, sedící na trůnu se lvy – symboly její moudrosti, (varianta předchozí madony)
  - Hortus Marianus – Panna Maria sedící na trávníku v uzavřené (ohrazené) zahradě, například Vyšehradská
  - Madona se lvy a draky symbolizovala ve středověku vítězství Krista, přeneseně Panny Marie, nad ďáblem. Odkazovaly na žalm 91,13: „po šelmě a zmiji budeš kráčet, pošlapeš lvíče a draka“.[2]

## Zvláštnosti
- Netradičním (přesto ne zas tak zřídkavým) zobrazením jsou tzv. černé madony, zobrazující Pannu Marii tmavé pleti (např. Černá madona brněnská (svatotomášská), Čenstochová, Montserratská v Katalánsku, Uherský Brod aj.).

- Kovový reliéf Panny Marie Staroboleslavské je nazýván také Palladium země české (palladium - ochrana, záštita).

## Typy madon nazvané podle míst (výběr)
Sochy madon (polychromované) jsou typické pro gotické umění po celé Evropě (v Českých zemích např. Mistr vyšebrodského oltáře a mnoho jiných).
Podle míst, kde býval obraz či socha umístěna, získává madona přídomek. Někdy dalo takové zobrazení vzniknout vlastnímu typu výtvarného zobrazení Panny Marie (viz seznam níže).
- Panna Maria Podsrpenská

### Madony korunované
- bozkovská (Bozkov na Semilsku)
- budějovická
- čenstochovská - Černá Matka Boží typu Hodegetria
- hájecká - Černá Panna Maria Loretánská v klášteře Hájek u Červeného Újezda, okres Praha-západ
- chlumská (kulmská, kulmenská) - křižovníků z Chlumu Svaté Máří na Sokolovsku, zvaná také Panna Maria v ořeší
- mariazellská či zellská - u Mariazell ve Štýrsku (její replika v Česku je mj. v Chlumu na Svitavsku)
- montserratská (replika v Česku je mj. v Praze v Emauzích)
- pasovská zvaná Pomocná či Maria Hilf
- tismická (Tismice u Českého Brodu)

### Madony korunované - assumpty (Nanebevzaté)
- bozkovská ("Královna hor")
- hostýnská
- hradčanská
- šternberská

### Madony nekorunované

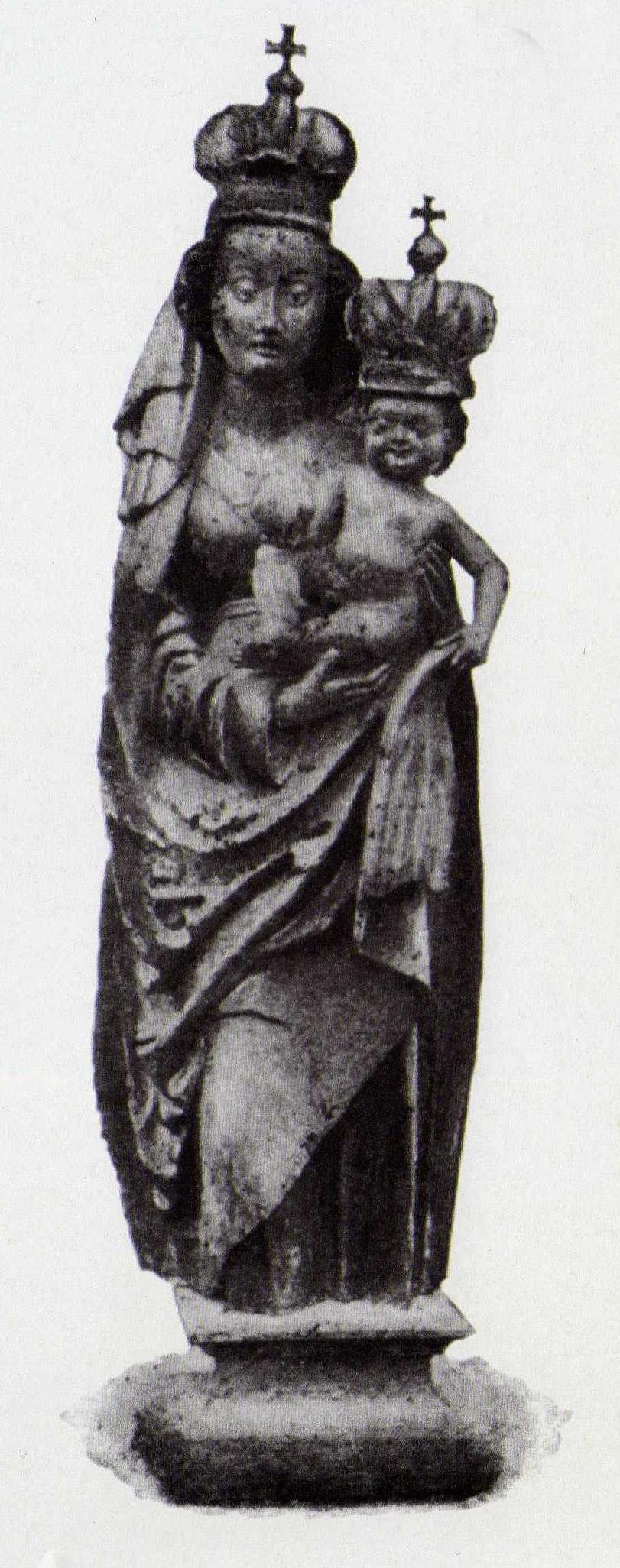
Madona z Bošilce

- fjodorovská - varianta Bogorodicy Umilenija (typ P. Marie Dobré rady)
- jičínská (rušánská, Černá Matka Boží rušánská) - z chrámu sv. Ignáce z Loyoly v Jičíně, přenesena sem roku 1637 z Moskvy
- Kazaňská
- mariazellská
- mostecká (z Mostu, nyní v Národní galerii v Praze)
- romská (od Tiziana Vecceliho)
- Vladimirská - podle tradice dílo sv. Lukáše Evangelisty
- Madona z Bošilce (dnes nezvěstná)

### Madony milostné
Madony milostné Čechy
- Panna Maria Budějovická (Klasová)
- Panna Maria Doudlebská
- Panna Maria Filipovská
- Panna Maria Karlovská - v naději
- Panna Maria Klatovská
- Panna Maria Klokotská
- Panna Maria Královédvorská
- Panna Maria Makovohorská
- Panna Maria Rudolfovská[4] [5]
- Panna Maria Staroboleslavská - Palladium země české
- Panna Maria Svatohorská
- Panna Maria Vítězná - Bělohorská (Strakonická)
- Panna Maria Vyšebrodská
- Panna Maria Lomecká

Madony milostné Morava a Slezsko
- Panna Maria Brněnská (Svatotomská, dnes v bazilice Nanebevzetí Panny Marie u Starobrněnského kláštera)
- Panna Maria Cvilínská
- Panna Maria dubská
- Panna Maria Frýdecká
- Panna Maria Fulnecká
- Panna Maria Hostýnská
- Panna Maria Hrabyňská
- Panna Maria Křtinská
- Panna Maria Mašůvecká
- Panna Maria Provodovská (kojící)
- Panna Maria Svatokopecká
- Panna Maria Štípská
- Panna Maria Vranovská
- Panna Maria Zašovská

Madony milostné v Evropě
- Panna Maria Altöttinská (Německo)
- Panna Maria Aracoelijská (Řím, Itálie)
- Panna Maria Čenstochovská (Polsko)
- Panna Maria Dobré rady (Genazzano; Itálie)
- Panna Maria Dreieichenská (Rakousko)
- Panna Maria Einsiedelnská (Švýcarsko)
- Panna Maria Fátimská (Portugalsko)
- z [Foy Notre-Dame (Belgie)
- Panna Maria Lasalettská (Francie)
- Panna Maria Loretánská (Loreto, Itálie)
- Panna Maria Lurdská (Francie)
- Panna Maria Mariazellská (Rakousko)
- Panna Maria z Medžugorje (Hercegovina)
- Panna Maria Montserratská (Španělsko)

```
Panna maria z 
Neukirchenu beim heiligen Blut
 (Bavorsko, Německo)
```

- Panna Maria Pasovská (Bavorsko, Německo)
- Panna Maria Piekarská či Pěkarská (Horní Slezsko, Polsko)
- Panna Maria Re (Itálie)
- Panna Maria Rjazaňská (Donská) - (Rusko)
- Panna Maria Sněžná - Santa Maria Maggiore (Řím, Itálie)
- Panna Maria Ustavičné pomoci (Itálie)
- Panna Maria Vladimirská (Rusko)

Madony milostné mimo Evropu
- Panna Maria Guadalupská (Mexiko)
- Panna Maria z Aparecidy (Brazílie)
- Panna Maria Sinajská - (Sinaj, Izrael)